# Synagoga v Lesku
Leská synagoga byla jednou z mnoha staveb, jež se nacházely na území Polska a sloužily věřícím v období do začátku druhé světové války. Budova byla vystavěna v 17. století, v letech 1626 až 1654. Po svém zničení za války zůstala dlouhou dobu opuštěná. V 60. a 70. letech století dvacátého prošla rekonstrukcí. Od roku 1995 funguje jako muzeum haličských židů.